# Тотьмянин, Иван Михайлович
Иван Михайлович Тотьмянин (22 октября 1915 года, с. Шадрина, Пермская губерния — 1982 год) — советский партийный и государственный деятель.

## Биография
С 1931 года учился в финансово-экономическом техникуме в Перми, закончил его в 1934 году по специальности «экономист-финансист».
- август 1934 – 1935 — финансовый инструктор Нижне-Тагильского комбанка
- 1935 – 1937 — консультант Нижне-Тагильского комбанка
- 1937 – июль 1939 — старший кредитный инспектор Нижне-Тагильского комбанка
- июль 1939 – сентябрь 1939 — инструктор Нижне-Тагильского ГК ВКП(б)
- сентябрь 1939 – сентябрь 1940 — первый секретарь Сталинского РК ВЛКСМ
- сентябрь 1940 – 1942 — слушатель Высшей партийной школы при ЦК ВКП(б)
- август 1942 – март 1943 — секретарь Сыктывдинского РК ВКП(б) по кадрам
- март 1943 – декабрь 1944 — второй секретарь Сыктывдинского РК ВКП(б) Коми АССР
- декабрь 1944 – июнь 1949 — первый секретарь Усть-Куломского РК ВКП(б)
- август 1949 – декабрь 1950 — секретарь Коми-Пермяцкого окружкома ВКП(б)
- 20 декабря 1950 – 28 февраля 1953 — председатель Коми-Пермяцкого окрисполкома
- 1 февраля 1953 – 10 сентября 1961 — 1-й секретарь Коми-Пермяцкого  окружкома КПСС
- сентябрь 1961 – декабрь 1961 — находился в резерве Пермского обкома КПСС
- декабрь 1961 – январь 1963 — заместитель руководителя Пермской группы контролеров комиссии Государственного контроля Совета Министров РСФСР
- январь 1963 – январь 1965 — заведующий отделом социального обеспечения Пермского промышленного облисполкома
- январь 1965 – май 1965 — уполномоченный Пермского областного комитета партийно-государственного контроля
- май 1965 – декабрь 1965 — председатель Пермского городского комитета партийно-государственного контроля
- декабрь 1965 – ноябрь 1977 — председатель Пермского городского комитета народного контроля

С 1939 года член ВКП(б).

## Награды
- Орден Ленина (1957)
- Орден Отечественной Войны I степени (1945)
- Орден Трудового Красного Знамени (1946; 1971)